# Grafen von Werl

Wappen der Grafen von Werl-Arnsberg

Die Grafen von Werl waren um das Jahr 1000 das einflussreichste Grafengeschlecht im norddeutschen Raum und lebten auf dem Gebiet der heutigen Altstadt von Werl. Nach der Übersiedlung nach Arnsberg wurde das Geschlecht Grafen von Werl-Arnsberg genannt, ehe man später von den Grafen von Arnsberg sprach. Bereits vor diesem Übergang hatten die Grafen einen beträchtlichen Teil ihres ehemaligen Einflusses eingebüßt. In einer anderen Linie sind aus den Grafen von Werl die Grafen von Hövel hervorgegangen, eine Seitenlinie, die dann in den Jahren 1225/1226 erlosch.

## Frühe Geschichte
Die Geschichte der Werler Grafen war ab 1930 Gegenstand zahlreicher Untersuchungen, z. B. durch Bollnow (1930), v. Klocke (1949), Schölkopf (1957) und Prinz (1970); insbesondere aber durch Albert K. Hömberg (1949, 1950, 1963, 1967) und Paul Leidinger (1965, 1972, 1994, 2007, 2009).
Hömberg nahm als Spitzenahn der Werler einen 850 und 860 bezeugten Grafen Hermann an. Dieser soll dem Geschlecht des Grafen Ricdag entstammen. Nach seiner Meinung stammten die Grafen von Werl ursprünglich aus Meschede und bewohnten dort die Hünenburg, die als fränkische Sicherung der von Soest nach Hessen führenden Straße angelegt worden war. Dieses ersten Hermanns Ehefrau sei eine Erbtochter der Cobbonen gewesen, die ihrerseits von dem sächsischen dux Ekbert und seiner Frau, der karolingischen Prinzessin und späteren Heiligen Ida von Herzfeld, abstammten. Leidinger stimmt Hömbergs Hypothesen zur Herkunft der Werler vorsichtig zu, wobei er die Überprüfung einzelner Aspekte für notwendig hält. Für eine enge Verwandtschaft mit Ida von Herzfeld spricht unter anderem die Vorliebe für diesen Vornamen im Geschlecht der Werler. Damit wäre eine verwandtschaftliche Beziehung sowohl zu den Karolingern, als auch zu den Liudolfingern gegeben. Diese hochadelige Herkunft wäre eine Erklärung für die spätere Heirat von Hermann I. mit Gerberga von Burgund.
Im 10. Jahrhundert treten mehrere Grafen auf, die aufgrund ihrer Namen und Grafschaften für Ahnen der Werler gehalten werden. Welche verwandtschaftlichen Beziehungen zwischen ihnen bestehen, kann nur vermutet werden. Ungeklärt ist dabei auch, inwieweit die Werler mit den Billungern versippt sind. Hierfür sprechen die gleichen Leitnamen Hermann und Bernhard sowie der Umstand, dass 1001 der Billunger Graf Liudger eine Grafschaft im Gau Westfalen hatte. Auch sein Bruder Herzog Bernhard I. soll Grafenrechte in Westfalen ausgeübt haben, und diese sollen sich mit denen der späteren Werler überschnitten haben.
Seit Johann Suibert Seibertz (1845) gilt allgemein ein 913 vorkommender Graf Hermann als erster Werler des 10. Jahrhunderts. In diesem Jahr bestätigte König Konrad I. auf dessen Bitte dem Stift Meschede  seine Rechte. Der König nennt Hermann venerabilis comes noster. Die Quelle legt nahe, dass Hermann ein Anhänger Konrads und Stütze seines Hauses war. Der König sorgte dafür, dass Hermann Reliquien der heiligen Walburga für die Kirche des Stifts Meschede erhielt. Offenbar intervenierte Graf Hermann als Vogt des Stifts. Dieser Hermann war wahrscheinlich auch 921 beim Treffen von Heinrich I. mit dem westfränkischen König Karl III. bei Abschluss des Vertrages von Bonn anwesend. Es wäre möglich, dass derselbe Graf Hermann schon 889 mit Grafenrechten im Osnabrücker Raum sowie als Vogt der Reichsabtei Werden vorkam. Er wird als Erbauer der Burg Werl vermutet. Seibertz hielt es für wahrscheinlich, dass die Grafen wegen der Bedeutung des Hofes, aber auch wegen der Fruchtbarkeit der Gegend ihren Sitz nach Werl verlegt hätten.
947 kommt im Lerigau ein Graf Heinrich vor, der mit demjenigen identisch sein könnte, der 955 im Gau Westfalen eine Grafschaft hatte. Da der Name Heinrich bei späteren Generation der Werler zu finden ist, wird Graf Heinrich als Mitglied der Sippe und ggf. Sohn des Grafen Hermann von 913 vermutet. Beweise gibt es dafür nicht. Möglich wäre z. B. auch, dass eine Erbtochter des Grafen Heinrich einen  Werler heiratete und dadurch den Namen Heinrich sowie die Comitate ihres Vaters in die Familie einbrachte.
980 wird ein Graf Bernhard als Graf im Westfalengau, aber auch im Lerigau genannt. Da in beiden Gauen schon Graf Heinrich 947 bzw. 950 eine Grafschaft besaß, wird Graf Bernhard als weiteren Sohn von Graf Heinrich vermutet. Teilweise wurde auch vertreten, dass Graf Bernhard und nicht sein mutmaßlicher Bruder Hermann I. mit der Burgunderprinzessin Gerberga verheiratet war. Nach den Untersuchungen von Leidinger setzte jedoch Hermann I. die Sippe fort.

## Herrschaftsrechte
Bei der dünnen Quellenlage kann nicht geklärt werden, ab wann welches Mitglied der Sippe über welchen Einfluss verfügte. Insgesamt hatten die Grafen von Werl ein beeindruckendes Gebiet. Ihre Grafschaften reichten vom Rothaargebirge im Süden bis an die Nordseeküste. Sie besaßen zeitweise die Hochvogtei im Bistum Paderborn, vielleicht auch in den Bistümern Münster und Osnabrück. Vogteirechte bestanden bzgl. der Reichsabtei Werden und des Reichsstifts Essen und der Damenstifte Meschede, Liesborn, Freckenhorst und Oedingen. Friedrich von Werl-Arnsberg könnte zusätzlich die Kirche in Rastede in eine Abtei umgewandelt und die Vogtei ausgeübt haben. In Westfalen stand den Werlern später das Recht des Vorstreits zu, also zu Kriegszeiten eine herzogähnliche Stellung, das westfälische Aufgebot anzuführen.

## Hermann I. von Werl
Der erste sicher bezeugte und einer der bedeutendsten Träger des Namens war Hermann I., der erstmals in einer Schenkungsurkunde von Kaiser Otto II. im Jahr 978 erwähnt wird: … in pago Angeron in comitatu Heremanni comitis sitam … (im Gau Engern in der Grafschaft Hermanns gelegen). Auf dem Höhepunkt seines Einflusses beherrschte Hermann I. ein Gebiet, zu dem das spätere Herzogtum Westfalen, die Grafschaft Mark (beide im Sauerland), der Süden des Münsterlandes sowie der nördliche Teil des Hochstifts Paderborn gehörten. Zum Teil reichte der Einfluss bis in die Gegend des heutigen Schleswig-Holstein.
Für die bedeutende Stellung Hermanns I. spricht seine Heirat mit Gerberga von Burgund, einer Tochter des Königs Konrad III. von Burgund. Durch diese Heirat muss Graf Hermann in den Großadelsstand aufgestiegen sein. Kinder des Paares sind Hermann II., Rudolf (auch Ludolf genannt) und Bernhard von Werl. Alle drei Söhne haben nach Übernahme der Erbschaft den Grafentitel erworben.
Nach dem Tod Hermanns I. heiratete Gerberga Hermann von Schwaben. Aus dieser Ehe stammte unter anderem Gisela von Schwaben, spätere Gemahlin Kaiser Konrads II. Damit bestanden auch verwandtschaftliche Beziehungen der Grafen zum salischen Königshaus.
Die genaue Lage der zweifellos bereits im 10. Jahrhundert erbauten, namensgebenden Werler Grafenburg ist bisher nicht erforscht. Die „curtis dicta Aldehof“ wird teilweise in der Nähe des Marktes von Werl verortet, teilweise vor der Stadt („prope Werle sitam“), jedoch fehlen eindeutige schriftliche Belege oder archäologisch nachweisbare Überreste. Der Ortsname Werla wird erst 1024, im Todesjahr Kaiser Heinrichs II., erstmals erwähnt. Der zweite Teil des Namens (la= Loh= Eichwald) deutet an, dass die Ursprünge der Stadt in einem Eichwald lagen.

## Nachkommen Hermanns I.
Zu den Nachkommen gehören der Haupterbe Hermann II., Rudolf von Werl und Bernhard von Werl. Es spricht nach Leidinger einiges dafür, dass die Äbtissin Ida/Hitda, die mögliche Stifterin des Hitda-Codex, eine Tochter Hermanns war.
Die Brüder Rudolf (auch Ludolf genannt) und Bernhard (I.) erhielten Teile des väterlichen Besitzes im Nordosten und Westen. Rudolf von Werl erbte die Groningerlande. Er hatte einen Sohn mit Namen Hermann III., der um 1045 Richenza (Werl-Northeim) geheiratet hatte. Seine Enkelin Oda heiratete um 1065 Udo von Stade. Ein weiterer Sohn könnte der Bischof von Paderborn Rudolf/Rotho gewesen sein.
Bernhard von Werl war Graf am westlichen Hellweg und im östlichen Münsterland. Möglicherweise war er um 1027 auch Vogt des Stifts Essen. Ob er tatsächlich, wie Hömberg meint, als Bernhard von Werl-Hövel Begründer der Linie der Grafen von Hövel war, ist nach Forschungen von Paul Leidinger nicht sicher.

## Hermann II.
Nachfolger von Hermann I. als Erbe der Grafschaft war Hermann II. Er erbte ganz Südwestfalen.
Hermann II. war ein politischer Gegner des Bischofs Dietrich von Münster und wurde 1018 von Udo von Katlenburg – vermutlich der Vogt und ein naher Verwandter (vielleicht sogar Bruder) des Bischofs – gefangen genommen. Bei diesem Konflikt büßte Hermann auf einer Fürstenversammlung in Goslar die Vogteirechte über das Kloster Liesborn ein. Nach seiner Freilassung schloss sich Hermann trotz seiner Verwandtschaft mit dem Kaiserhaus der Rebellion der Billunger und der Pfalzgrafen gegen die kirchenfreundliche Politik Heinrichs II. an. Dabei spielten wohl auch Ansprüche auf das burgundische Erbe eine Rolle. Im Konflikt stand er auch mit dem Erzbischof Heribert von Köln. Auch dabei ging es um Vogteirechte. Hermann war zusammen mit seiner Mutter Gerberga Stifter des Klosters Oedingen, dessen Vogt er auch wurde.
Nach dem Tod Kaiser Heinrichs II. kam es in Werl zu einer Versammlung sächsischer Grafen, um die Wahl des Saliers Konrad zum Kaiser vorzubereiten. In den folgenden Jahren nahm Hermann II. mit seinen Söhnen an mehreren sächsischen Adelsversammlungen teil. Dabei wurde Hermann nach dem Herzog meist an zweiter Stelle genannt. Graf Hermann war einer der Vögte des Klosters Werden. Nachdem sich der dortige Abt Hettharnich über Eingriffe Hermanns beim Kaiser beschwert hatte, wurden dem Grafen unter anderem die Höfe bei Arnsberg und weitere Besitzungen übergeben; dafür verzichtete die Grafenfamilie auf weitere Ansprüche gegenüber dem Kloster. Dadurch konnte der durch Erbteilungen geschrumpfte Besitz des Hauses wieder einigermaßen konsolidiert werden.

## Folgende Generationen
Der Sohn Heinrich war zunächst Nachfolger Hermann II. Er war Vogt der Abtei Werden und erwarb die Vogtei über das Bistum Paderborn, spielte aber neben seinem Bruder Bernhard II., jüngerer Sohn Hermanns II. aus seiner zweiten Ehe mit Godila von Rothenburg, in der Grafschaft selbst kaum eine Rolle. Bernhard erbaute möglicherweise die erste Burg in Arnsberg. Zunächst gemeinsam mit seinen Brüdern, später allein wurde er Nachfolger Hermanns. Daneben war er auch Schutzvogt der Paderborner Kirche. Im Gegensatz zu seinem Vater spielte Bernhard II. in der Reichspolitik unter Kaiser Heinrich III. zunächst kaum eine Rolle. Von diesem erfuhr Bernhard auch keine Unterstützung bei einem Streit mit dem Bischof von Osnabrück. Erst unter Kaiser Heinrich IV. (1056 bis 1106) gab es wieder engeren Kontakt zum Kaiserhof. So unterstützte Heinrich IV. Bernhard bei der Behauptung seiner norddeutschen Besitzungen, die durch den Seehandel mit England und Skandinavien von wirtschaftlicher Bedeutung waren. Graf Bernhard sollte 1062 den Emsgau auf Befehl des Kaisers an Adalbert von Bremen abtreten. Dagegen wehrte sich Bernhard offenbar auch militärisch, da ein Befehlshaber des Bischofs bei dem Versuch, den Grafen zu vertreiben, getötet wurde. Durch den zeitweiligen Sturz Adalberts ging der Emsgau auch wieder offiziell in Bernhards Besitz über. Allerdings wurde der Bremer Kirche die Schenkung dreißig Jahre später noch einmal bestätigt.
Bernhard II. hatte drei Söhne. Konrad II. (* um 1050) wurde sein Nachfolger als Graf, erbte aber vor allem den östlichen und südlichen Teil des Gebiets und nannte sich Graf von Arnsberg-Werl. Der zweite Sohn, Heinrich II., war zunächst Dompropst in Goslar und seit 1084 Bischof von Paderborn. Ein dritter Bruder, Liupold, teilweise auch Ludolf genannt, nannte sich Graf von Werl. Zu seinem Erbteil gehörten Werl und weitere Teile der Grafschaft. Da er kinderlos starb, vermachte er seinen Besitz dem Kölner Erzbischof Friedrich I. Dazu gehörten auch der Stammsitz bei Werl sowie das Gebiet um Hemer. Bereits zuvor hatte Liupold die Kirche in Erwitte an das Patroklimünster in Soest übertragen. Der Grund, weshalb Liupold sein Erbe der Kirche und nicht seinem Bruder vermachte, waren wohl Konflikte mit diesem. Sie hatten zur Folge, dass die Kölner Erzbischöfe seither über eine beachtliche territoriale Basis im westfälischen Raum verfügten.
Der Schwerpunkt der Grafschaft verschob sich jetzt nach Osten mit dem Mittelpunkt Arnsberg. Zeitweise nannten sich die Grafen „von Werl-Arnsberg“. Friedrich I. der Streitbare nannte sich nicht mehr Graf von Werl, sondern Graf von Arnsberg.
Das Territorium der Grafen schrumpfte allmählich auf das Gebiet der späteren Landkreise Arnsberg und Meschede zusammen. Immer stärker bedrängt von den Grafen der Mark und dem Kurfürstentum Köln als Träger des Titels eines Herzogs von Westfalen verkaufte der letzte Graf Gottfried IV. die Grafschaft im Jahr 1369 an den Kurfürsten von Köln. Die Grafschaft wurde zum territorialen Kern des Herzogtums Westfalen als eines Nebenlandes des Kurfürstentums Köln.

## Personen
- Hermann I. von Werl († 988), Graf
- seine Ehefrau Gerberga von Burgund († um 1019)
- Hermann II. von Werl († nach 1024), Graf
- Hermann III. von Werl († nach 1055), Graf in Friesland, Neffe von Hermann II.
- Gisela von Schwaben († 1043)
- Rudolf von Werl (* um 982/86; † 12. Juli  um 1044), Graf
- Bernhard I. von Werl, geb. um 983, Graf
- Rotho (Bischof) (* um 1000; † 7. November 1051), Bischof von Paderborn
- Heinrich von Werl († 1051), Graf
- Bernhard II. von Werl († nach 1066), Graf
- Heinrich II. von Werl (* um 1050; † 14. Oktober 1127), Bischof von Paderborn
- Richenza (Werl-Northeim) († um 1083)
- Konrad II. († 1092)
- Friedrich I. der Streitbare († 1124), Graf
- Liupold (Werl) war bis 1102 der letzte Graf von Werl
- Oda von Werl (* um 1050; † 13. Januar 1110), Tochter von Hermann III. von Werl und Richenza (Werl-Northeim)